# Alexandra Bøje
Alexandra Bøje (født 6. december 1999) er en dansk badmintonspiller.
Hun vandt sin første seniortitel i 2016 ved den tjekkiske internationale i Mixed double, der blev spillet med Mathias Bay-Smidt.
Alexandra blev 11. juni 2021 udtaget til at deltage i sommer-OL 2020 I Tokyo, Japan i Mixed double sammen med Mathias Christiansen.